# 憲法制定権力
憲法制定権力（けんぽうせいていけんりょく、英: constituent power、仏: pouvoir constituant、独: verfassungsgebende Gewalt）は、憲法を制定し、憲法上の諸機関に権限を付与する権力を指す。制憲権（せいけんけん）とも言う。

## 歴史
近代市民革命当時に、憲法制定の論拠として説かれたのがこの概念の始まりである。エマニュエル＝ジョゼフ・シエイエスがフランス革命の際に著書『第三身分とは何か』で著したのが代表的な見解である。この考え方は、現代においては憲法改正の限界を基礎付けることともなった。

## 概要
憲法が国家による不当な諸権利の制限から国民を保護するものであるとする法の支配の考え方からすれば、国家が憲法制定権力を有することは、泥棒に自らを縛る縄をなわせるのと同じことであるから、立法府のような国家機関がこの権力を持つことには矛盾が付きまとう。
そのため、歴史的には、アメリカのマサチューセッツ憲法の制定過程でコンコードという町が表明した「コンコード回答」のように、憲法案を審議するため、通常の立法機関とは異なる特別の制定会議を招集し、さらに憲法案が人民による十分な討議にゆだねることによって憲法は制定されるべきとされる。立法権・行政権・司法権は、各々憲法によって創り出された国家作用であり、憲法を自身を創り出す憲法制定権力とは当然に区別される。
さらに、憲法改正権についても、憲法制定権力によって創設された権利であるから、憲法の定めた形式的手続きに従っていたとしても、憲法制定権力を否定するような根幹的部分にむけた憲法改正権の発動はできないとの考え方がある。

## 日本国憲法
1946年、大日本帝国憲法は、「憲法改憲草案」が天皇から枢密院に諮詢され審議、可決された後、天皇を統治者とする大日本帝国憲法の73条の規定に基づき、天皇の勅命により帝国議会に提出された「帝国憲法改正案」が、女性を含む臣民によって選ばれた帝国議会での審議を経て修正・可決され、再び枢密院に諮詢され審査、可決された後、天皇の裁可を経て改正され、日本国憲法として、11月3日に公布、翌年5月3日に施行された。
しかし、この憲法改正は主権者の変更を伴うものであり(憲法の廃棄　独: verfassungsvernichtung)、主権者である憲法制定権力によって憲法を通じて与えられた憲法改正権で、根本規範の改正であるこの手続を行えるかが問題となる。
解釈として、ポツダム宣言受諾によって国民主権が政治体制の根本原理となった、すなわち日本において法的に一種の革命が起き、憲法制定権力が国民に移行したとする八月革命説がある。また、ポツダム宣言受諾(降伏文書の調印)からサンフランシスコ講和条約まで日本は統治権を失い、根源的には憲法制定権力はGHQに移行し、その下で憲法が制定され、連合国による日本国民の主権の承認後の実際の運用により正統性を持ったとする説がある。
森清衆議院議員からの質問主意書に対する中曽根内閣の答弁書では、「日本国憲法は、大日本帝国憲法の改正手続によつて有効に成立したものであつて、その間の経緯については、法理的に何ら問題はないものと考える。… 日本国憲法は…連合国最高司令官の権限においてその有効性が保障されているものではない。… 日本国憲法の前文における『日本国民は…この憲法を確定する。』との文言は、日本国憲法が正当に選挙された国民の代表者によつて構成されていた衆議院の議決を経たものであることを表したものと解される。」とした。
日本国憲法の草案はＧＨＱにより草案（マッカーサー草案）されたものである。